# Bisaccia (Incoronate)
Bisaccia o Bissaga (in croato: Bisaga) è un isolotto disabitato della Dalmazia settentrionale, in Croazia; si trova nel mare Adriatico lungo la costa dell'Incoronata e fa parte delle isole Incoronate. Amministrativamente fa parte del comune di Morter-Incoronate, nella regione di Sebenico e Tenin. Assieme all'adiacente isola Nuda (vedi sez. isole adiacenti) erano anche chiamate scogli Bisaghe.

## Geografia
L'isolotto si trova tra Mana e l'Incoronata, diviso da quest'ultima dal canale dell'Incoronata (Kornatski kanal); dista circa 6/700 m da due piccoli promontori (rt Strižnji e rt M. Vrulje) che si trovano tra i villaggi di Strižnja e Uruglie (Vrulje) sulla costa dell'Incoronata.
Bisaccia è di forma allungata, misura 850 m circa di lunghezza,
ha una superficie di 0,094 km², uno sviluppo costiero di 1,83 km e un'altezza massima di 21 m.

### Isole adiacenti

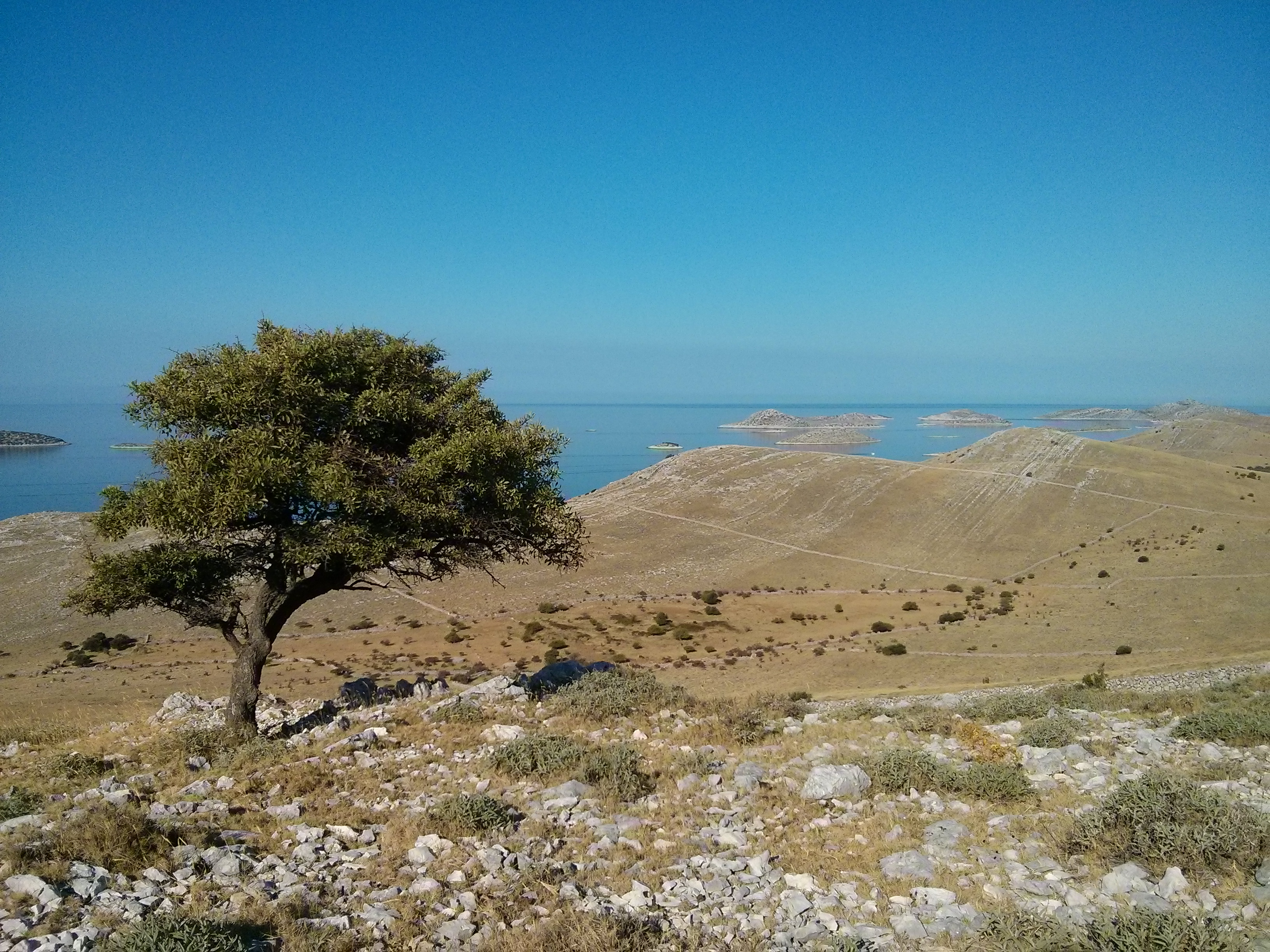
La costa e gli isolotti di fronte a Uruglie.

- Isola Nuda[10] o Golich[5][6] (Golić), piccolo scoglio lungo 170 m[3] circa, a nord-ovest di Bisaccia, a sua naturale continuazione; ha una superficie di 0,011 km²[2], uno sviluppo costiero di 0,43 km[2] e un'altezza di 5,9 m[3] 43°48′48″N 15°16′33″E.
- Strignacco[11], Smignak[12] o Strisgnach[7] (Strižnjak), isolotto rotondo di fronte al villaggio di Strižnja; ha una superficie di 0,028 km²[2], uno sviluppo costiero di 0,61 km[2] e un'altezza di 14 m[3] 43°49′10″N 15°16′48″E.
- Bisaccetta[4] o Galioliza[6][12] (Bisagica), scoglio allungato, misura 120 m circa[3] di lunghezza; ha un'area di 3295 m²[13], la costa lunga 286 m[13] e un'altezza di 1 m[3]. È situato 470 m[3] a sud-est di Bisaccia 43°48′11″N 15°17′25″E.
- Scogli Babuglia[14], Babojasc[5][6] o Zaparigna[7]:
  - Babuglia Piccolo[14] o Babojasc piccolo (Babuljaš Mali), rotondeggiante, ha circa 80 m[3] di diametro; la sua area è di 3460 m²[13], la costa misura 222 m[13] e l'altezza è di 7 m[3] 43°48′02″N 15°17′16″E;
  - Babuglia Grande[14] o Babojasc grande (Babuljaš Veli), ha la forma di una goccia rovesciata; ha un'area di 6723 m²[13], una costa lunga 325 m[13] e un'altezza di 9 m[3]. È situato circa 800 m[3] a sud di Bisaccia 43°47′56″N 15°17′02″E.
- Pescine[5][6][15] o Plessina[7] (Plešćina o Plešćenica), lungo 550 m circa[3], ha una superficie di 0,042 km²[2], uno sviluppo costiero di 1,26 km[2] e un'altezza di 27 m[3]; si trova a nord della baia di Mana, a ovest di Bisaccia 43°48′31″N 15°16′12″E.

### Cartografia
- (HR) Mappa topografica della Croazia 1:25000, su preglednik.arkod.hr. URL consultato l'8 ottobre 2017..
- G. Giani, Carta prospettiva delle Comuni censuarie della Dalmazia, foglio 5, 1839. Fondo Miscellanea cartografica catastale, Archivio di Stato di Trieste.
- Carta di cabottaggio del mare Adriatico, foglio VII, Milano, Istituto geografico militare, 1822-1824. URL consultato l'8 ottobre 2017 (archiviato dall'url originale il 13 aprile 2013).